# Campo di concentramento di Kraków-Płaszów
Il campo di concentramento di Kraków-Płaszów (pron. italiana: cràcuf-puàsciuf; o meno correttamente: cracòv-plasòv) si trovava presso il sobborgo di Płaszów nella parte meridionale della città di Cracovia, in Polonia, dove nel dicembre 1942 venne inaugurato un campo di lavoro forzato nazista.
La denominazione ufficiale era Zwangsarbeitslager Płaszów des SS- und Polizeiführers im Distrikt Krakau.
Il campo sorgeva in corrispondenza di due cimiteri israelitici e i proprietari del terreno furono espropriati. Si allargò progressivamente e nel 1944 aveva raggiunto un'estensione di 81 ettari. Nell'area dove sorgeva il campo di concentramento ora sorge un'opera commemorativa: il monumento dei cuori strappati.

## Storia

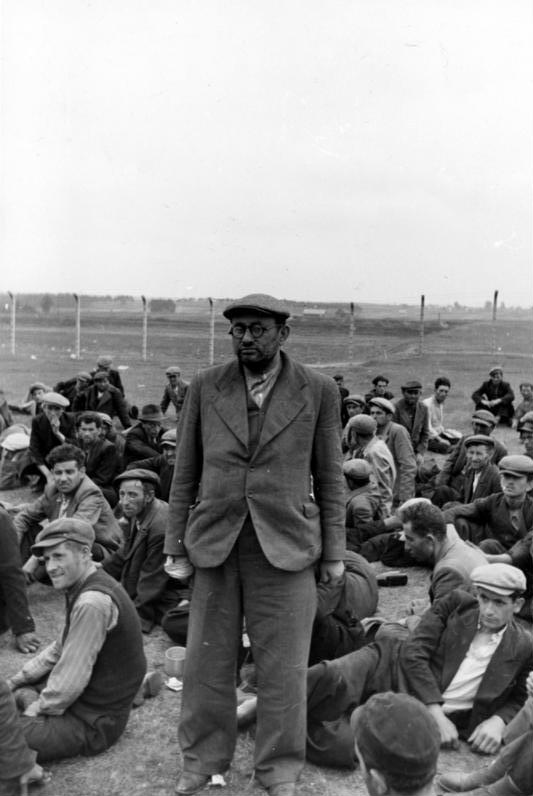
Foto dal Deutsches Bundesarchiv (German Federal Archive)

Il campo fu inizialmente un campo di lavoro forzato, che forniva manodopera a diverse fabbriche di armamenti e ad una cava di pietra che si trovava nelle immediate vicinanze. Trattandosi di un campo di lavoro, era sottoposto alla giurisdizione del locale comando delle SS presso il Governatorato Generale della parte centrale della Polonia occupata. Era controllato da guardie ucraine. Nel gennaio del 1944 divenne un campo di concentramento e vi furono trasferite circa 600 SS delle SS-Totenkopfverbände.
Il comandante del campo fu dal febbraio del 1943 Amon Göth, comandante viennese delle SS, il cui staff comprendeva anche membri femminili, tra cui Gertrud Heise, Luise Danz, Alice Orlowski e Anna Gerwing, delle quali i sopravvissuti riportarono più tardi le torture compiute. Precedentemente avevano comandato il campo Horst Pilarzik e Franz Müller.
Gli ebrei di Cracovia erano stati costretti nel marzo del 1941 a radunarsi in un quartiere di Podgorze, che venne trasformato in un ghetto racchiuso da mura. Il 13 e 14 marzo del 1943 il comandante Göth supervisionò personalmente la liquidazione del ghetto di Cracovia, trasferendone tutti gli abitanti a Płaszów. Il campo era precedentemente occupato da circa 2.000 prigionieri, tutti ebrei, e dopo il trasferimento il loro numero salì a circa 8.000.
Nel luglio dello stesso anno fu inoltre aggiunta una sezione per i prigionieri polacchi, che avevano infranto le leggi del governo di occupazione. A differenza degli ebrei, i prigionieri polacchi venivano liberati dopo aver scontato la propria pena. Nella sezione polacca erano state internate anche diverse famiglie di zingari, compresi i bambini. Alla metà del 1944 i prigionieri permanenti avevano raggiunto un numero di circa 24.000, compresi circa 6-8.000 ebrei cecoslovacchi.
La percentuale di morte era assai alta: molti prigionieri, compresi donne e bambini, morirono di tifo o di fame ed altri per le esecuzioni. Il campo era noto per le fucilazioni singole e di massa che vi avevano luogo.
Il comandante Göth fu arrestato nel settembre del 1944 dalle SS per aver sottratto i beni di valore dei prigionieri e fu internato in un ospedale in quanto sofferente di diabete. Qui fu arrestato dopo la guerra dalle truppe americane, che lo estradarono in Polonia, dove subì un processo, nel quale fu considerato responsabile della morte di circa 2.000 ebrei uccisi durante la liquidazione del ghetto di Cracovia e di altri 8.000 uccisi nel campo di Płaszów. Fu condannato a morte e impiccato.
Nel gennaio 1945 gli ultimi prigionieri e le guardie delle SS lasciarono il campo per una marcia della morte fino ad Auschwitz: molti dei prigionieri che sopravvissero alla marcia furono quindi uccisi all'arrivo. Per nascondere le prove dei crimini compiuti Himmler aveva dato ordine di organizzare una serie di unità speciali (le "Unità 10051") che dovevano disseppellire i corpi dei prigionieri uccisi e bruciarli. Nel gennaio una di queste unità esumò a Płaszów circa 9.000 corpi che erano stati seppelliti in 11 fosse comuni.
L'Armata Rossa sovietica liberò il campo, ormai deserto, il 20 gennaio 1945.
Nel ghetto di Cracovia e nel campo di Płaszów è ambientato il film Schindler's List - La lista di Schindler sulla vita di Oskar Schindler, nella cui industria di oggetti smaltati erano impiegati alcuni dei prigionieri del campo e che contribuì a salvarne molti dalla morte.

## Lista dei sottocampi
- Bierzanów
- Cracovia, via Prokocimska
- Cracovia, via Lipowa
- Cracovia, via Zabłocie
- Mielec
- Wieliczka
- Zakopane

Fonte: